# Forever Charlie
| Críticas profissionais | Críticas profissionais |
| Avaliações da crítica  | Avaliações da crítica  |
| Fonte                  | Avaliação              |
| ---------------------- | ---------------------- |
| AllMusic               | [ 1 ]                  |

"Forever Charlie" é o sétimo álbum de estúdio do cantor de R&B estadunidense Charlie Wilson. O disco foi lançado em 27 de janeiro de 2015, pela editora discográfica RCA. O disco teve dois singles, sendo eles "Goodnight Kisses" e "Touched By An Angel". Dentre os artistas convidados estão os Rappers Snoop Dogg e Shaggy

## Performance comercial
O álbum estreou na decima sétima posição na Billboard 200 apos vender 25,000 copias em sua semana de estreia. 

## Faixas
| N.º | Título                        | Compositor(es) | Duração |  |
| 1.  | "Somebody Loves You"          | Emile Ghantous, Steve Daly, Keith Hetrick, Sam Salter, Sid Jain, Gregg Pagani, Charlie Wilson, Mahin Wilson, Michael Paran         | 3:22    |  |
| 2.  | "Touched By An Angel"         | Gregg Pagani, Lance Tolbert, Edwin Serrano, Charlie Wilson, Mahin Wilson, Michael Paran                                            | 4:02    |  |
| 3.  | "Goodnight Kisses"            | Emile Ghantous, Erik Nelson, Lance Tolbert, Brandon Bassir, Charlie Wilson, Mahin Wilson, Michael Paran                            | 3:36    |  |
| 4.  | "Just Like Summertime"        | Gregg Pagani, Lance Tolbert, Carlos Battey, Steven Battey, Ayanna Ray, Charlie Wilson, Mahin Wilson, Michael Paran                 | 3:40    |  |
| 5.  | "Unforgettable" (com Shaggy)  | Emile Ghantous, Steve Daly, Keith Hetrick, Sam Salter, Charlie Wilson, Mahin Wilson, Michael Paran, Orville Burrell, Bob Marley    | 4:08    |  |
| 6.  | "Sugar.Honey.Ice.Tea"         | Gregg Pagani, Rodney Thomas, Edwin Serrano, Charlie Wilson, Mahin Wilson, Michael Paran, Otha Leon Haywood                         | 3:13    |  |
| 7.  | "My Favorite Part Of You"     | Gregg Pagani, Rodney Thomas, Jimmy Burney, Damon Sharpe, Charlie Wilson, Mahin Wilson, Michael Paran                               | 4:28    |  |
| 8.  | "Infectious" (com Snoop Dogg) | Emile Ghantous, Steve Daly, Keith Hetrick, Sam Salter, Marlon McClain, Calvin Broadus, Charlie Wilson, Mahin Wilson, Michael Paran | 3:58    |  |
| 9.  | "Hey Lover"                   | James Harris III, Terry Lewis, Charlie Wilson, Val Young, Bobby Avila, Issiah Avila, James Q. Wright                               | 4:29    |  |
| 10. | "Things You Do"               | James Harris III, Terry Lewis, Charlie Wilson, Val Young                                                                           | 4:17    |  |
| 11. | "Birthday Dress"              | Gregg Pagani, Jimmy Burney, Edwin Serrano, Charlie Wilson, Mahin Wilson, Michael Paran                                             | 3:16    |  |
| 12. | "Me And You Forever"          | James Harris III, Terry Lewis, Charlie Wilson, Edwin Serrano, Bobby Avila, Issiah Avila                                            | 4:04    |  |

## Desempenho nas paradas
| Paradas (2015)                                | Melhor posição |
| --------------------------------------------- | -------------- |
| Estados Unidos (Billboard 200)                | 17             |
| Estados Unidos (Billboard R&B/Hip-Hop Albums) | 2              |
| Estados Unidos (Billboard Tastemaker Albums)  | 17             |

## Histórico de lançamento
| País           | Data                  | Gravadora |
| -------------- | --------------------- | --------- |
| Estados Unidos | 27 de janeiro de 2015 | RCA       |